# Track & Field II
Track & Field II, conosciuto in Giappone come Konami Sports in Seoul, è un videogioco sportivo pubblicato e sviluppato da Konami e facente parte della serie Track & Field. Il gioco è basato sui Giochi della XXIV Olimpiade del 1988 di Seul. Il gioco presenta, rispetto ai precedenti, caratteristiche più realistiche e un maggior numero di eventi sportivi.

## Modalità di gioco
Nel videogioco sono presenti tre modalità di gioco:
- Training: modalità in cui è possibile allenarsi nei vari eventi sportivi.
- Olympic: modalità storia in cui il giocatore dovrà vincere tutte le competizioni.
- Versus: modalità in cui due giocatori possono gareggiare l'uno contro l'altro.

## Eventi sportivi
- Scherma
- Salto triplo
- Nuoto, stile libero
- Tuffi
- Fossa olimpica
- Lancio del martello
- Taekwondo
- Salto con l'asta
- Canoa/kayak
- Tiro con l'arco
- 110 metri ostacoli
- Barra orizzontale
- Deltaplano (livello bonus)
- Braccio di ferro (solo nella versione Versus)
- Spari (livello bonus)

## Nazionali
- Stati Uniti
- Corea del Sud
- Unione Sovietica
- Cina
- Germania Ovest
- Canada
- Gran Bretagna
- Kenya
- Francia
- Giappone